# Poppin' My Collar
Poppin' My Collar to drugi singel promujący album Three 6 Mafia „Most Known Unknown”. Wydany 17 kwietnia 2006. Refren wykonuje undergroundowy raper, Mr. Bigg.
Na wersji w klipie wideo wystąpił Project Pat. W teledysku można zobaczyć Kanye Westa.

## Lista utworów

### Strona A
1. „Poppin My Collar” (Clean Cracktracks remix) (ft. Project Pat & DMX)
2. „Poppin My Collar” (Clean) (ft. Project Pat)
3. „Poppin My Collar” (Clean Cracktracks Remix) (ft. Project Pat, DMX & Lil’ Flip)

### Strona B
1. „Poppin My Collar” (Explicit – Cracktracks Remix) (ft. Project Pat & DMX)
2. „Poppin My Collar” (Explicit – Cracktracks Remix) (ft. Project Pat, DMX & Swizz Beatz)
3. „Poppin My Collar” (Cracktracks Remix Instrumental)